# 平野和祥
平野 和祥（ひらの かずよし）は日本の音楽評論家。新潟県出身。
『CROSSBEAT』編集部を経て、『BURRN!』編集部に移籍。純正ヘヴィ・メタルにこだわらない柔軟な姿勢と、理知的な文章が魅力で、BURRN!編集部在籍時にはニルヴァーナの大ヒット作「ネヴァーマインド」のライナーも執筆。
その後、『BURRN!』副編集長を経て、『BURRN!』の姉妹誌『炎』に移籍。1996年4月号から、同誌の編集長を務める。
『炎』休刊後は、紆余曲折を経て『CDジャーナル』編集部に加入し、2007年、同誌の編集長に就任。

## 著書

### 共編著
- 『ブリティッシュ・ハード・ロック』（監修、シンコーミュージック・エンタテイメント、2002年）
- 『ダークサイド・オブ・ロック』（共著、洋泉社、2005年）